# راتلیج (مینه‌سوتا)
راتلیج، مینه‌سوتا (به انگلیسی: Rutledge, Minnesota) یک شهر در ایالات متحده آمریکا است که در شهرستان پین، مینه‌سوتا واقع شده‌است.

## خصوصیات
راتلیج ۷٫۸۵ کیلومترمربع مساحت و ۲۲۹ نفر جمعیت دارد و ۳۱۴ متر بالاتر از سطح دریا واقع شده‌است.